# Michèle Fortin
Michèle Fortin est présidente-directrice générale sortante de Télé-Québec, poste qu’elle a occupé de 2003 à 2015.
Elle a occupé divers postes de haute direction dans les domaines de l'éducation, de la science, de la culture et des communications au Canada. 

## Biographie
Née à Montréal, elle détient une maîtrise en administration publique de l'Université de Californie à Berkeley. Mère de cinq enfants, elle est mariée à l'économiste Pierre Fortin.
Madame Fortin préside actuellement[Quand ?] le conseil d'administration de Canal Savoir. Elle siège aux conseils d'administration de TV5 Québec Canada, de l'Association canadienne des médias éducatifs et publics, de l'Alliance médias jeunesse et des Instituts de recherche en santé du Canada. 
Le 26 mai 1994, Michèle Fortin est devenue vice-présidence générale et directrice de la télévision française de Radio-Canada, poste qu'elle a occupé jusqu'en 2002. C'est la première femme à occuper des fonctions aussi importantes au sein du diffuseur public. Elle a contribué à créer la chaîne ARTV. 
Elle a occupé auparavant le poste d'adjointe à la direction de Téléfilm Canada.

## Distinctions
Elle a reçu plusieurs distinctions, dont les titres de Chevalier des arts et des lettres de la République française, de Femme innovatrice de l'année de l'Association canadienne des femmes en communications, de Personnalité de la semaine du journal La Presse et de lauréate du Top 100 des Canadiennes les plus influentes (2008) dans la catégorie Arts et Communications, le Grand Prix de l'Académie canadienne du cinéma et de la télévision en septembre 2013. 